# Поляки в Испании
Испанцы польского происхождения или поляки в Испании — граждане или жители Испании, чьи этнические корни полностью или частично находятся в Польше.

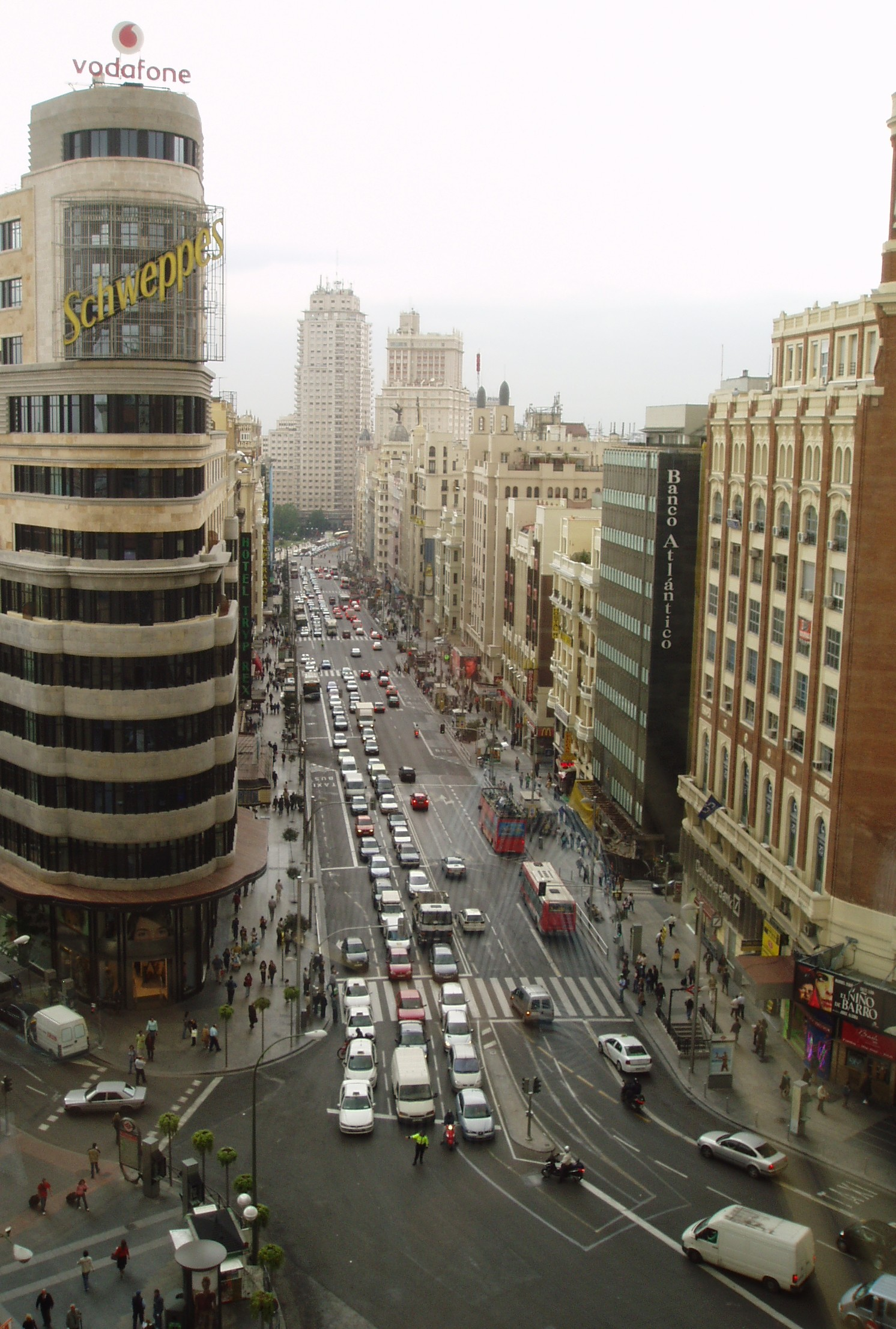
Главным центром поляков в Испании считается Мадрид. На фотографии изображена Гран Виа, одна из самых важных магистралей города

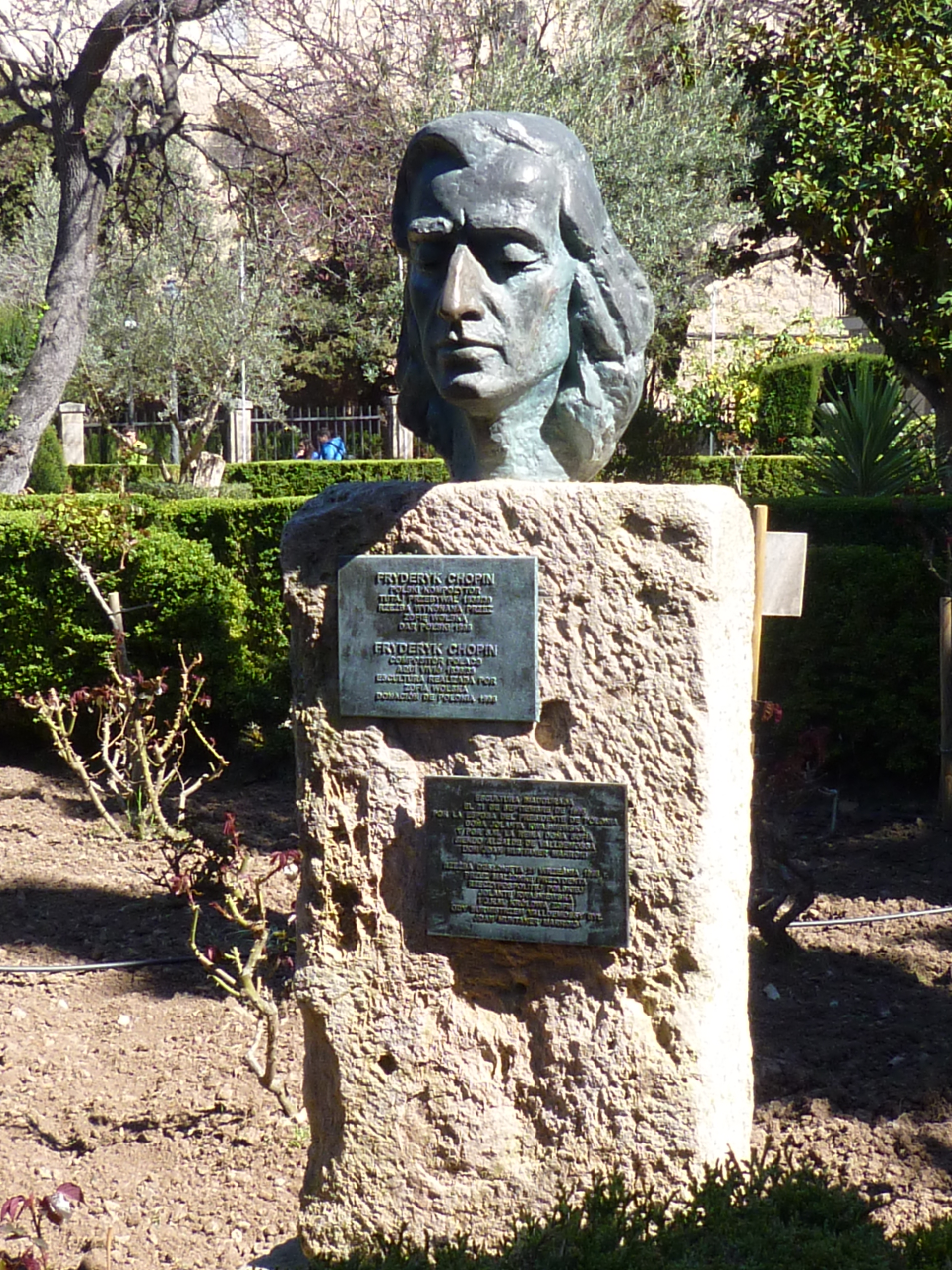
Памятник Фредерику Шопену в Вальдемоссе в память о его пребывании там в 1838—1839 годах

## Демография
По данным переписи 2014 года, польское меньшинство в Испании насчитывает около 69 353 человек. Польское население — это в основном разнорабочие, которых привлёк экономический бум в Испании в 1990-х годах. В Мадриде, Барселоне, Малаге, Уэльве и Валенсии проживает значительное польское население. Польское меньшинство в Испании относительно молодое, 74 % из них — в возрасте от 20 до 49 лет.

## Поляки в гражданской войне в Испании
Около 5400 добровольцев польского происхождения участвовали в Гражданской войне в Испании в составе Интернациональных бригад. Большинство из них (3 800) были шахтерами, работавшими во Франции, 300 — американцами польского происхождения, а несколько сотен — поляками, проживавшими в различных европейских странах. Только 800 человек были выходцами из самой Польши.